# Odontodes albimacula
Odontodes albimacula är en fjärilsart som beskrevs av Embrik Strand 1917. Odontodes albimacula ingår i släktet Odontodes och familjen nattflyn. Inga underarter finns listade i Catalogue of Life.